# 忠孝西路 (臺北市)

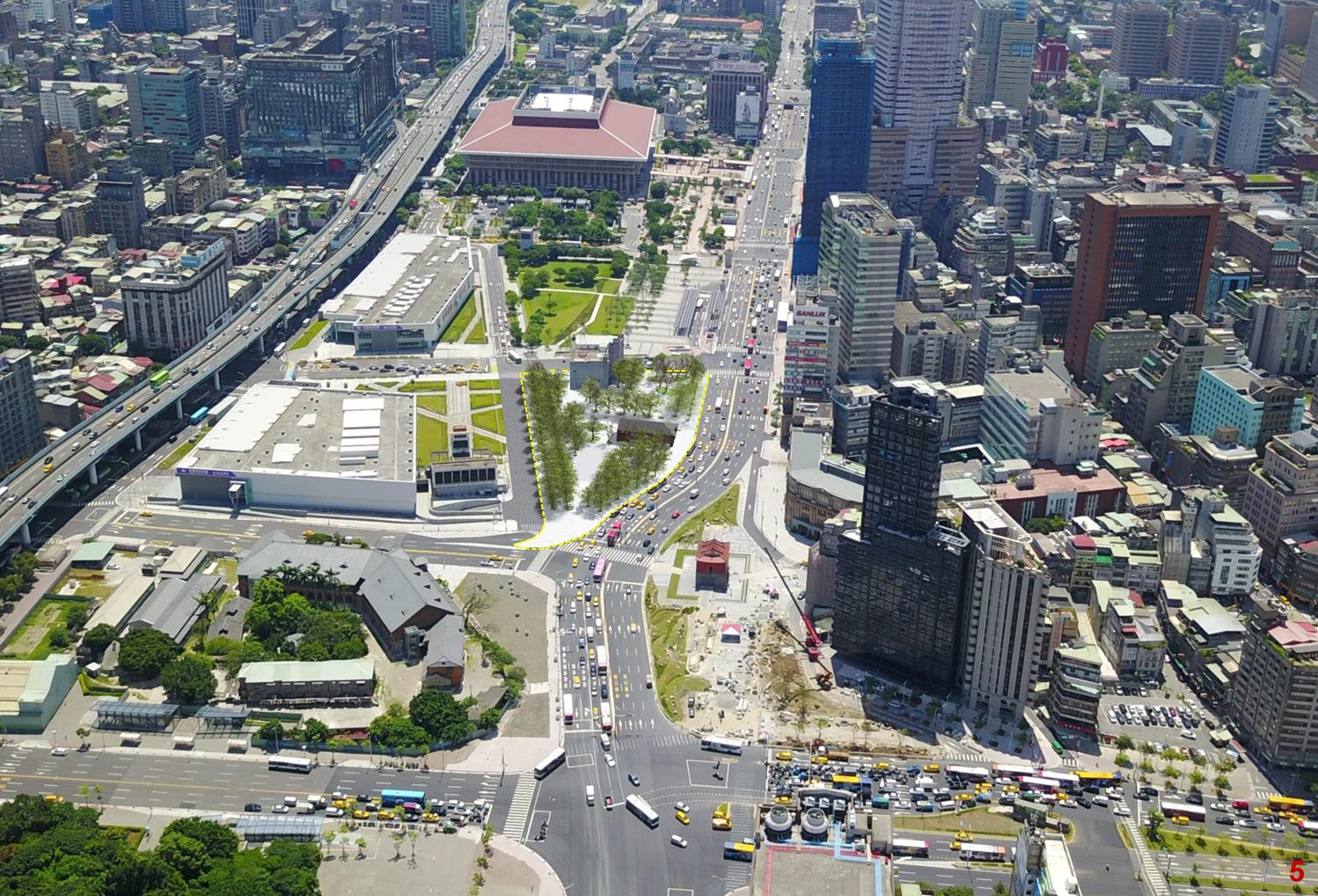
忠孝西路一段串聯西區門戶計畫區

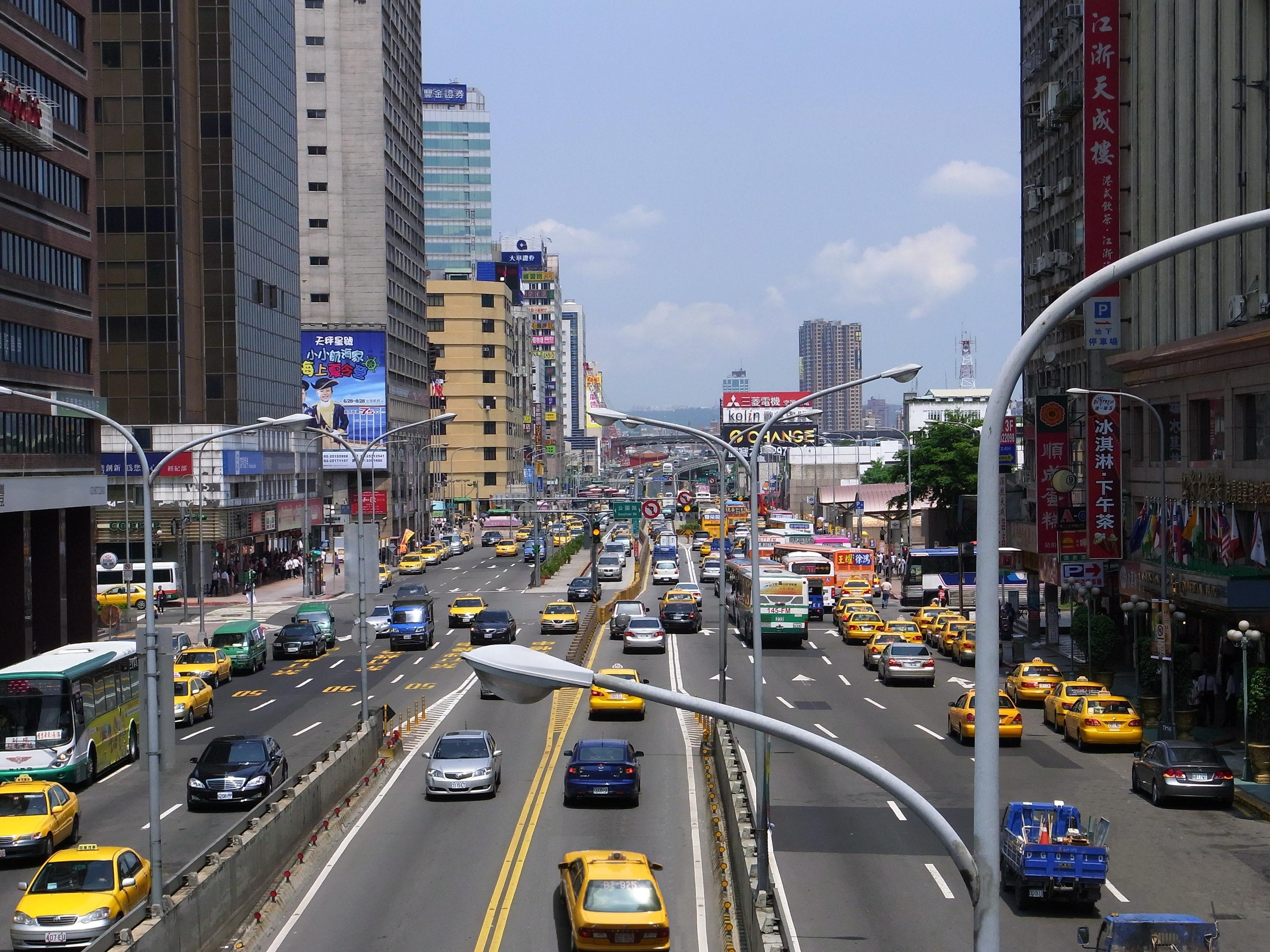
忠孝西路一景（台北車站附近）

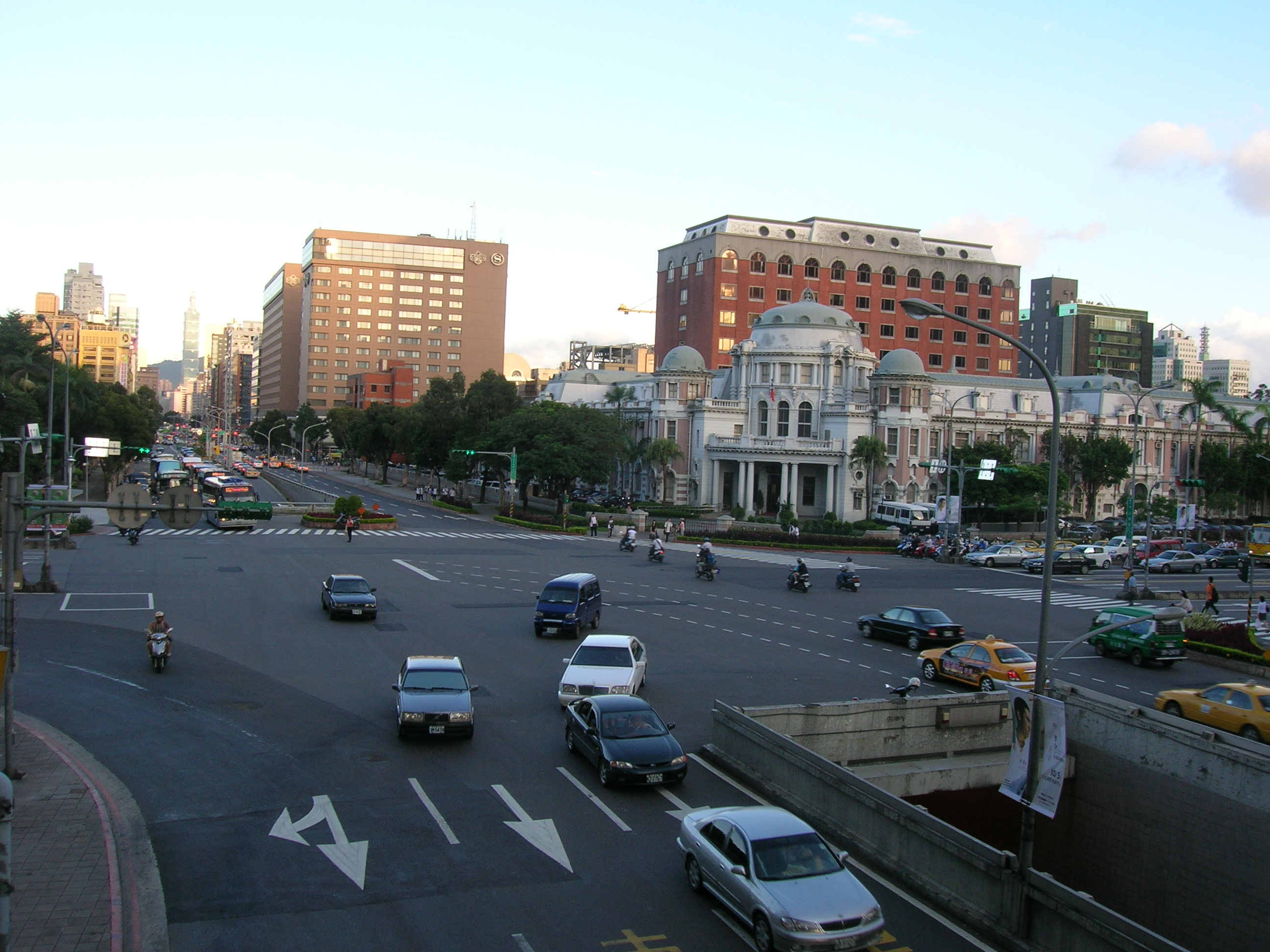
忠孝東西路、中山南北路口。台1線、台1甲線、台3線、台5線、台9線以此為起點。

忠孝西路與忠孝東路同為臺北市的重要幹道之一，東於中山南路、中山北路口接忠孝東路，西止於環河南北路路口，共分兩段。全線均屬於省道台1線，而忠孝西路一段則屬於台1線與台3線的共線路段。和忠孝橋銜接，通往新北市三重區。由於忠孝西路行經臺北市最擁擠的地段，再加上肩負臺北都會區中央車站功能的臺北車站位於此路上，各路公車及來自新北市的車流又匯集於此，因此忠孝西路的交通十分繁忙、擁擠，經常交通堵塞。
忠孝西路因車流量大、公車眾多，為免影響進出城速率，因此中山南/北路口至重慶南/北路口之路段，雙向全車道禁行機車。

## 行經行政區域
（由西至東）
- 萬華區
- 中正區

## 歷史
忠孝西路原為台北府城北城牆址。台灣日治時期（1904年），台灣總督府拆除北城牆，改築成為北三線路（即今天的忠孝西路）。
戰後的忠孝西路名為中正西路，係為了紀念前中華民國總統蔣中正；1954年3月1日與中正東路合併為中正路；1970年7月1日，為了配合其它新闢道路以湊成四維八德，更名為忠孝西路。
2014年12月25日，無黨籍臺北市市長柯文哲就職典禮結束前，隨即下令拆除前中國國民黨籍市長馬英九任內完工，後任前國民黨籍市長郝龍斌任內而未啟用的公車專用道，引起國民黨籍臺北市議員王鴻薇、李彥秀等人質疑其程序不正義，不尊重臺北市議會、不尊重預算的程序、甚至不尊重市民權益，但其卻誤以為會影響公車停靠與機車行駛而引發撻伐，被質疑為反對而反對。

## 路權爭議
- 1978年，臺北市政府認為忠孝西路車流量大、公車眾多，為避免影響進出城速率，因此雙向全車道禁行機慢車（重慶南/北路口至中山南/北路口間路段），持續至今。
- 2022年7月9日，台灣機車路權促進會與其它人民團體聯合舉辦「交通解嚴大遊行」活動，並向主管機關申請路權（重慶南/北路口至公園路路口間路段），向臺北市政府交通局陳情開放忠孝西路禁行機慢車路段。
- 2022年12月2日，台北市交工處宣布忠孝西路（重慶北路-中山北路）禁行機車路段，將於12月14日起開放機車於夜間23時至翌日6時通行[6][7]，但遭部分議員批評[8]。

## 分段
忠孝西路共分二段。
- 一段：東於中山南北路與忠孝東路一段相接，西於中華路與忠孝西路二段相接。
- 二段：東於中華路與忠孝西路一段相接，西抵於環河南路，並與忠孝橋相接。

## 沿線設施
（由東到西）
| | |
| 一段 - 車行地下道(穿越中山南、北路連接忠孝西路及忠孝東路) - 崇聖大樓（4號） - 東森電視總公司（4號14F） - 中央保險大樓（6號） - 壽德大樓（大門位於許昌街17號） - HOYII北車站(36號B1~1F) - 台北凱撒大飯店（38號） - 天成大飯店（43號） - 捷運臺北車站（49號） - 亞洲廣場大樓（50號） - 站前地下街（50之1號B1） - 新光人壽保險摩天大樓（66號） - 新光三越百貨台北站前店（66號B5~13F） - 台新新光金控（66號B5~13F） - 國家攝影文化中心臺北館（70號，原大阪商船株式會社台北支店舊址） - 臺北市政府消防局城中消防大樓（86號） - 臺北行旅廣場 - 交八廣場 - 臺北郵局 - 臺北北門郵局(114號1F)（臺北郵局901支局） - 郵政博物館臺北北門分館(114號2F) - 國立陽明交通大學臺北校區（118號） - 三井物產株式會社舊倉庫（265號） | 二段 - 臺北府城北門廣場 - 日統客運臺北站（11號） - 臺北警光會館（18號） - 玉泉公園 - 西寧市場（門牌位於西寧南路4號） - 忠孝橋（銜接新北市三重區） |